# Turquie aux Jeux olympiques d'été de 1952
A l’occasion des Jeux d’Helsinki, la Turquie participe aux Jeux olympiques d’été pour la sixième fois de son histoire sportive. Représenté par un contingent de cinquante et un athlètes ne comprenant aucune femme, le pays ne peut rééditer l’exploit des Jeux de 1948 au cours desquels ses lutteurs avaient dominé outrageusement les épreuves de Lutte en s’adjugeant douze médailles dont six en or. En 1952,  leur supériorité est battue en brèche par les Soviétiques en particulier et les combattants asiatiques doivent se contenter de trois médailles : deux en or et une en bronze. Au tableau final des médailles, la Turquie recule ainsi de la 7e place à la 16e.

## Tous les médaillés turques
| Médaille           | Nom          | Sport | Épreuve                                  |
| ------------------ | ------------ | ----- | ---------------------------------------- |
| Médaille d'or      | Hasan Gemici | Lutte | Lutte libre, Poids mouche, - 52 kg       |
| Médaille d'or      | Bayram Şit   | Lutte | Lutte libre, Poids plume, 57 - 62 kg     |
| Médaille de bronze | Adil Atan    | Lutte | Lutte libre, Poids mi-lourds, 79 - 87 kg |

## Sources
- (fr) Tous les podiums officiels sur le site du Comité international olympique
- (en) Bilan complet de la Turquie sur le site Olympedia